# Polypoetes picaria
Polypoetes picaria är en fjärilsart som beskrevs av W. Warren  1904. Polypoetes picaria ingår i släktet Polypoetes och familjen tandspinnare. Inga underarter finns listade i Catalogue of Life.